# Klingavälsån
Klingavälsån este o arie protejată (arie de protecție specială avifaunistică — SPA) din Suedia întinsă pe o suprafață de 2.841,6 ha, integral pe uscat.

## Localizare
Centrul sitului Klingavälsån este situat la coordonatele 55°38′53″N 13°33′57″E / 55.648°N 13.5658°E.

## Înființare
Situl Klingavälsån a fost declarat arie de protecție specială avifaunistică în martie 1996 pentru a proteja 18 specii de animale.

## Biodiversitate
Situată în ecoregiunea continentală, aria protejată nu include niciun habitat protejat.
La baza desemnării sitului se află mai multe specii protejate de  păsări (18): pescăruș albastru (Alcedo atthis), fâsă-de-câmp (Anthus campestris), Branta leucopsis, caprimulg (Caprimulgus europaeus), barză albă (Ciconia ciconia), erete de stuf (Circus aeruginosus), erete vânăt (Circus cyaneus), cristeiul de câmp (Crex crex), lebădă de iarnă (Cygnus cygnus), ciocănitoare neagră (Dryocopus martius), cocor (Grus grus), sfrâncioc roșiatic (Lanius collurio), ciocârlie de pădure (Lullula arborea), gaia roșie (Milvus milvus), viespar (Pernis apivorus), bătăuș (Philomachus pugnax), ploier auriu (Pluvialis apricaria), fluierar de mlaștină (Tringa glareola).